# Stay (пісня The Kid Laroi і Джастіна Бібера)
«Stay» (укр. Залишайся) — пісня австралійського репера та співака the Kid Laroi та канадського співака Джастіна Бібера. Випущений лейблоом Grade A Productions та Columbia Records 9 липня 2021 року як провідний сингл із майбутнього проєкту the Kid Laroi F*ck Lov3. Продюсером пісні стали Блейк Слаткін, Cashmere Cat, Чарлі Пут та Омер Феді. Пісня стала другою співпрацею the Kid Laroi і Бібера після пісні Бібера «Unstable», треку з його шостого студійного альбому Justice, випущеного в березні 2021 року.

## Створення
«Stay» — це перший великий сингл the Kid Laroi як головного виконавця в 2021 році, та перший великий сингл Бібера як виконавця після виходу його мініальбому Freedom, який вийшов в квітні 2021 року. 3 червня 2021 року Скутер Браун, який був менеджером Бібера з самого початку його кар'єри, також став менеджером the Kid Laroi.

## Композиція та текст
«Stay» — це синтезаторна поп, хіппоп та попрок пісня, що включає партії фортепіано та важкі барабани. Джон Караманіка з Нью-Йорк таймс описав трек як «гіпер-гладку» гібридизацію нової хвилі та поппанку. Джастін Курто з Vulture порівняв звучання із «Die for You» та «Somebody», двома піснями із шостого студійного альбому Бібера Justice. the Kid Laroi розповідає історію про неспокійні стосунки, де він винен, співаючи про свої порушені обіцянки та благаючи, щоб його партнерка залишилася з ним. Куплет Бібера перегукується з подібними настроями, коли він співає про те, що не може жити без коханої людини: «Коли я далеко від тебе, я сумую за твоїм дотиком / Ти є причиною, я вірю в кохання» (англ. When I'm away from you, I miss your touch / You're the reason I believe in love.). Пісня досягає апогею, коли голоси the Kid Laroi і Бібера з'єднуються в останньому приспіві.

## Випуск та просування
16 червня 2021 року the Kid Laroi та Джастін Бібер натякнули на нову співпрацю. До виходу сиглу the Kid Laroi і Бібер неодноразово анонсували пісню у своїх акаунтах у соціальних мережах, розміщуючи фрагменти та слова пісні. Раніше the Kid Laroi також заявив у соціальних мережах, що Рон Перрі, керівник лейблу Columbia Records, не випустить пісню, на що the Kid Laroi попросив своїх шанувальників неодноразово спамити Рону Перрі в Instagram, в надії, що він змінить свою позицію. the Kid Laroi опублікував в Instagram свою фотографію під час баскетбольної гри 27 червня 2021 року, тримаючи в руках аркуш паперу, на якому було написано назву пісні та сумнівну на той момент дату випуску, до якої американський співак і автор пісень Чарлі Пут, який є одним з продюсерів пісні, підживлював інтерес коментуючи «Yessssssssss» (укр. Такккккккккк). Через три дні the Kid Laroi поділився посиланням для попереднього замовлення, анонсувавши обкладинку синглу, яка буде опублікована наступного дня.

## Автори
Інформацію про авторів отримано із сервісу Tidal.
- Чарльтон Говард — вокал, автор пісні, композиція
- Джастін Бібер — вокал, автор пісні, композиція
- Блейк Слаткін — автор пісні, композиція, продюсування, басс, гітара, клавішні, программінг
- Магнус Гойберг[en] — автор пісні, композиція, продюсування, клавішні, программінг
- Чарлі Пут — автор пісні, композиція, продюсування, клавішні, программінг
- Омер Феді[en] — автор пісні, композиція, продюсування, басс, гітара, клавішні, программінг
- Ісаак де Боні[en] — автор пісні, композиція
- Майкл Мюл[en] — автор пісні, композиція
- Субхан Рахман — автор пісні, композиція
- Гайді Ван — інжиніринг
- Джон Гейнс — інжиніринг
- Кріс Атенс — мастеринг
- Сербан Гені[en] — зведення
- Елайджа Марретт-Гітч — звукорежисер
- Джош Гудвін — звукорежисер, вокальне продюсування

## Історія випуску
| Регіон | Дата          | Формат                                    | Лейбл    | Прим.  |
| ------ | ------------- | ----------------------------------------- | -------- | ------ |
| Різні  | 9 липня 2021  | Цифрове завантаження потокове відтворення | Columbia | [ 18 ] |
| США    | 20 липня 2021 | Contemporary hit radio                    | Columbia | [ 19 ] |